# 국립자연휴양림관리소
국립자연휴양림관리소(國立自然休養林管理所, National Recreation Forest Management Office)는 국유자연휴양림의 조성·관리 및 운영에 관한 사무를 관장하는 대한민국 산림청의 소속기관이다. 2004년 12월 31일 발족하였으며, 대전광역시 서구 복수북로 21에 위치하고 있다. 소장은 임기제 서기관으로 보한다.

## 연혁
- 2004년 12월 31일: 산림청 소속으로 국립자연휴양림관리소 설치.[3]
- 2006년 1월 1일: 책임운영기관으로 지정.[4]

## 조직

### 소장
- 행정지원과[5]
- 휴양사업과[6]
- 지역팀[6]

## 같이 보기
- 대한민국 산림청
- 국립수목원
- 국립산림과학원
- 자연휴양림